# Muthoni Gathecha
Muthoni Gathecha (nacida el 8 de abril de 1962) es una actriz keniana.

## Biografía
Gathecha nació el 8 de abril de 1962, Es profesora y administradora de educación en la Universidad Kenyatta. Se formó como psicóloga en la Universidad Internacional de Estados Unidos.

## Carrera
En 2013, fue una de las protagonistas de la telenovela Kona, junto a un elenco conformado por Nini Wacera, Janet Sision y Lwanda Jawar. Regresó a la televisión en 2014 protagonizado Pray and Prey como la villana Margaret, una madre malvada y sobreprotectora. Su último papel fue en la telenovela Skandals kibao, en la que interpretó a una amorosa madre de dos hijas, compartiendo créditos con actrices como Avril y Janet Sision. Ha participado en películas principalmente producidas bajo la franquicia Africa Magic Movie, entre las que se incluyen Shortlist, Close Knit Group, Get Me a Job, The Black Wedding, The Next Dean y I Do.

## Filmografía
| Año           | Proyecto         | Personaje    | Rol                   | Ref.  |
| ------------- | ---------------- | ------------ | --------------------- | ----- |
| 2013          | Kona             | Ariya Oyange | Protagonista          | [ 5 ] |
| 2014-15       | Ora y presa      | Margaret     | Antagonista principal | [ 6 ] |
| 2015-presente | Skandals kibao   | Mamá         | Protagonista          |       |
| 2015-presente | " Mamá digital " | mamá digital | Protagonista          |       |
| 2022          | Shimoni          | Martha       | coprotagonista        | [ 7 ] |